# Kris Kristofferson
Kristoffer "Kris" Kristofferson (Brownsville, 22. lipnja 1936. – Hana, 28. rujna 2024.) bio je američki country-glazbenik, pisac, pjevač, skladatelj i glumac.

## Životopis
Rođen je u Brownsvilleu, Teksas, kao sin Mary Ann, domaćice, i Larsa Kristoffersona, general bojnika američke vojske. Kao i svako vojno derište, s obitelji se često selio, završivši u gradu San Mateo, Kalifornija. Tamo je maturirao u lokalnoj srednjoj školi, i nastavio školovanje na nizu institucija. Bio je uspješan sportaš pa je s kolegama završio na naslovnici Sports Illustrateda. Nakon što je postao prvostupnik engleske književnosti, krenuo je u Nashville i pokušao se probiti kao glazbenik. Oženio se i dobio dvoje djece. Karijera mu isprva nije bila toliko uspješna, pa se zaputio u vojsku i postao satnik. Nakon časnog otpusta, radio je niz poslova da plati sinovljevo liječenje (defektan jednjak). Od prve žene razveo se 1969. godine.
Pišući pjesme za druge izvođače, metući podove i radeći kao pilot helikoptera na naftnoj platformi, počeo je uspješnu filmsku i glazbenu karijeru. Među njegovim prvim prijateljima su bili Janis Joplin(s kojom je hodao do njene smrti), Johnny Cash, Bob Dylan, Ray Price, i Willie Nelson. Pjevajući njegove pjesme, Johnny i Willie imali su velikih uspjeha, kao i Janis. Tijekom 1970-ih oženio se drugi put, bio na vrhuncu glazbene i filmske slave. Za svoje filmsko umijeće dobio je i Zlatni globus. Od svoje druge žene, Rite Coolidge, razveo se 1980. godine. Imaju jedno dijete.
Sa sadašnjom suprugom ima petero djece. Ostvario je osamdesetak filmskih uloga, a bio je i jedan od izvođača na koncertu u čast Johnnyja Casha. Pjevao je u duetu s Norah Jones. Do sada je izdao sedamnaest albuma. Po političkom opredjeljenju je liberal i ljevičar koji je podupro predsjednika Baracka Obamu.

## Diskografija

### Albumi
- Kristofferson, 1970.
- The Silver Tongued Devil and I, 1971.
- Border Lord, 1972.
- Jesus Was a Capricorn, 1972.
- Spooky Lady's Sideshow, 1974.
- Who's to Bless and Who's to Blame, 1975.
- Surreal Thing, 1976.
- Easter Island, 1978.
- Shake Hands with the Devil, 1979.
- To the Bone, 1981.
- Repossessed, 1986.
- Third World Warrior, 1990.
- A Moment of Forever, 1995.
- The Austin Sessions, 1999.
- This Old Road, 2006.
- Closer to the Bone, 2009.
- Feeling Mortal, 2013.
- The Cedar Creek Sessions, 2016.

## Izabrana filmografija
| Godina | Film                                  | Uloga                   | Bilješke                   |
| ------ | ------------------------------------- | ----------------------- | -------------------------- |
| 1973.  | Pat Garrett i Billy the Kid           | William H. Bonney       | nominiran za BAFTA nagradu |
| 1974.  | Donesi mi glavu Alfreda Garcije       | vozač                   |                            |
| 1974.  | Alice više ne stanuje ovdje           | David                   |                            |
| 1984.  | Songwriter                            | Blackie Buck            | nominiran za Oscara        |
| 1986.  | Posljednji dana Franka i Jesse Jamesa | Jesse James             |                            |
| 1986.  | Poštanska kočija                      | Ringo Kid               | TV film                    |
| 1998.  | Blade                                 | Abraham Whistler        |                            |
| 1999.  | Vraćanje duga                         | Bronson                 |                            |
| 2001.  | Planet majmuna                        | Karubi                  |                            |
| 2002.  | Ubojica među nama                     | dr. John "Doc" Mitchell |                            |
| 2002.  | Blade 2                               | Abraham Whistler        |                            |
| 2004.  | Blade: Trojstvo                       | Abraham Whistler        |                            |

## Vanjske poveznice
- Službene stranice (engl.)
- Kris Kristofferson na Internet Movie Databaseu (engl.)